# Orgiastic Pleasures Foul
Orgiastic Pleasures Foul es el segundo demo, una cinta de casete publicada en 1992 por Cradle of Filth.

## Lista de temas
1. Bleeding in Heaven (Intro) – 0:52
2. As My Stomach Churns – 5:26
3. Funeral – 3:41
4. Darkly Erotic – 5:41
5. Graveyard by Moonlight – 5:40
6. So Violently Sick – 5:27
7. Foul Winds Threaten – 1:06

## Créditos
- Dani Filth - Voz
- Paul Ryan - Guitarras
- Benjamin Ryan - Teclados
- John Richard - Bajo
- Darren White - Batería